# Argyresthia saporella
Argyresthia saporella is een vlinder uit de familie van de pedaalmotten (Argyresthiidae). De wetenschappelijke naam van de soort werd in 1931 gepubliceerd door Shonen Matsumura.